# 陸向榮
陸向榮，清苑人，清朝政治人物。举人出身。
道光七年（1827年），擔任清朝廣州府南海縣知縣。后由潘尚輯接任。